# Allium altaicum
Allium altaicum là một loài thực vật có hoa trong họ Amaryllidaceae. Loài này được Pall. mô tả khoa học đầu tiên năm 1773.